# چاریچولا
چاریچولا (نام علمی: Garcinia macrophylla) نام یک گونه از سرده گارسینیا است.